# Кам'янське-1 (автостанція)
Автостанція «Кам'янське-1» — головна автостанція міста Кам'янське, що спеціалізується на міжміських перевезеннях. Автостанція входить до складу ПАТ «ДОПАС».

## Основні місцеві напрямки
- Кам'янське-1 — Дніпро
- Кам'янське-1 — Харків
- Кам'янське-1 — Кропивницький
- Кам'янське-1 — Полтава-1
- Кам'янське-1 — Херсон
- Кам'янське-1 — Кривий Ріг
- Кам'янське-1 — Маріуполь
- Кам'янське-1 — Рубіжне
- Кам'янське-1 — Миргород
- Кам'янське-1 — Горішні Плавні
- Кам'янське-1 — Бердянськ
- Кам'янське-1 — Магдалинівка
- Кам'янське-1 — Кирилівка
- Кам'янське-1 — Кринички
- Кам'янське-1 — Новопушкарівка
- Кам'янське-1 — Вільховатка (Полтавський  район, Полтавська область)

## Транзитні напрямки
- Дніпро — Київ
- Дніпро — Кишинів
- Дніпро — Черкаси
- Дніпро — Кременчук
- Дніпро — Горішні Плавні
- Дніпро — Лубни
- Київ — Запоріжжя
- Кривий Ріг — Полтава-1